# Штайнеке, Вольфганг
Вольфганг Штайнеке (нем. Wolfgang Steinecke; 22 апреля 1910, Эссен — 23 декабря 1961, Дармштадт) — немецкий музыкальный критик, композитор и организатор.
Учился музыке в Киле, написал ряд камерных сочинений, отличающихся тематическим изяществом и тщательно проработанным контрапунктом и следующих за Паулем Хиндемитом во фразировке, однако извлечённых из забвения только к столетнему юбилею автора. В годы нацистской Германии работал как музыкальный критик.
По окончании Второй мировой войны в 1945 г. возглавил управление культуры в Дармштадте и руководил им до конца жизни. В сентябре 1945 года начал свою деятельность с городского фестиваля «Семь часов отдыха со стихами и музыкой» (нем. Sieben Feierstunden mit Dichtung und Musik), в октябре провёл первую послевоенную выставку современного искусства на юге Германии, завершившуюся немецкой премьерой сочинения Хиндемита Ludus tonalis.
Главной заслугой Штайнеке стало основание в 1946 году Международных летних курсов новой музыки. В сотрудничестве с композитором Вольфгангом Фортнером и дирижёром Карлом Матьё Ланге, а также при активном участии возглавлявшего отдел музыки и театра в американской оккупационной администрации композитора Эверетта Хелма Штайнеке разработал основательную программу, нацеленную на знакомство немецких музыкантов как с творчеством американских композиторов, так и художественными открытиями немецких авторов, которые были запрещены при нацистском режиме.
Погиб в автокатастрофе.
К столетию Штайнеке в Дармштадте открылась посвящённая ему выставка.